# Sławomir Szkredka
Sławomir Szkredka (ur. 12 maja 1974 w Czechowicach) – amerykański duchowny katolicki, biskup pomocniczy Los Angeles od 2023.

## Życiorys
Wstąpił do seminarium duchownego w Krakowie. Po kilku latach został wysłany do Stanów Zjednoczonych w celu odbycia dalszej formacji. Święcenia kapłańskie otrzymał 12 stycznia 2002 i został inkardynowany do archidiecezji Los Angeles. Przez kilka lat pracował duszpastersko, a w 2008 rozpoczął studia biblijne w Papieskim Instytucie Biblijnym. W 2015 powrócił do archidiecezji i został wychowawcą w seminarium św. Jana w Camarillo.
18 lipca 2023 papież Franciszek mianował go biskupem pomocniczym Los Angeles ze stolicą tytularną Vicus Turris. 
26 września 2023 przyjął święcenia biskupie w Katedrze Matki Bożej Anielskiej w Los Angeles. Głównym konsekratorem był arcybiskup Los Angeles José Horacio Gómez.  